# 419
419 (CDXIX, na numeração romana) foi um ano comum do século V  do  Calendário Juliano, da Era de Cristo, e a sua letra dominical foi E, totalizando 52 semanas, com início a uma quarta-feira e terminou também a uma quarta-feira.
| Ano completo                        |
| ----------------------------------- |
| Ano comum com início à quarta-feira |

## Eventos
- Batalha dos montes Nervasos entre vândalos de um lado e suevos e romanos do outro.[1]

## Nascimentos
- Valentiniano III (r. 424–455), imperador romano do Ocidente (m. 455)[2]